# Zlín Z-226
Die Zlín Z-226 war ein tschechoslowakisches Schulflugzeug.

## Entwicklung
Sie war weitestgehend mit dem Vorgängermuster Zlín Z-126 identisch, Hauptunterschied war das stärkere Triebwerk. Der Prototyp flog erstmals 1955.
Als erste Serienausführung erschien im selben Jahr die Z-226B Bohatýr (Recke) für den Segelflugzeugschlepp. Sie besaß in der vorderen Kabine keine Instrumentierung, sondern lediglich einen Sitz, was das Gewicht im Gegensatz zur Hauptversion Z-226T um 45 Kilogramm verringerte und die Steigleistung auf 7,2 Meter pro Sekunde erhöhte.
Die als Schul- und Sportflugzeug vorgesehene Hauptausführung Z-226T Trenér wurde ab 1956 produziert und war mit 252 gebauten Exemplaren die meistgebaute Z-226. Sie wurde in 19 Staaten verkauft und auch beim Militär unter der Bezeichnung C-205 geflogen. Als Trainer besaß sie eine Doppelsteuerung.

Ebenfalls in Serienproduktion gingen die einsitzigen Kunstflugzeuge Z-226A Akrobat und Z-226AS Akrobat Spezial, die auch teilweise exportiert wurden. Insgesamt wurden 364 Z-226 gebaut.
Die Z-226 war das letzte Flugzeug der Trenér-Reihe mit starrem Fahrwerk. Nachfolger war die Zlín Z-326 von 1956.

## Nutzer

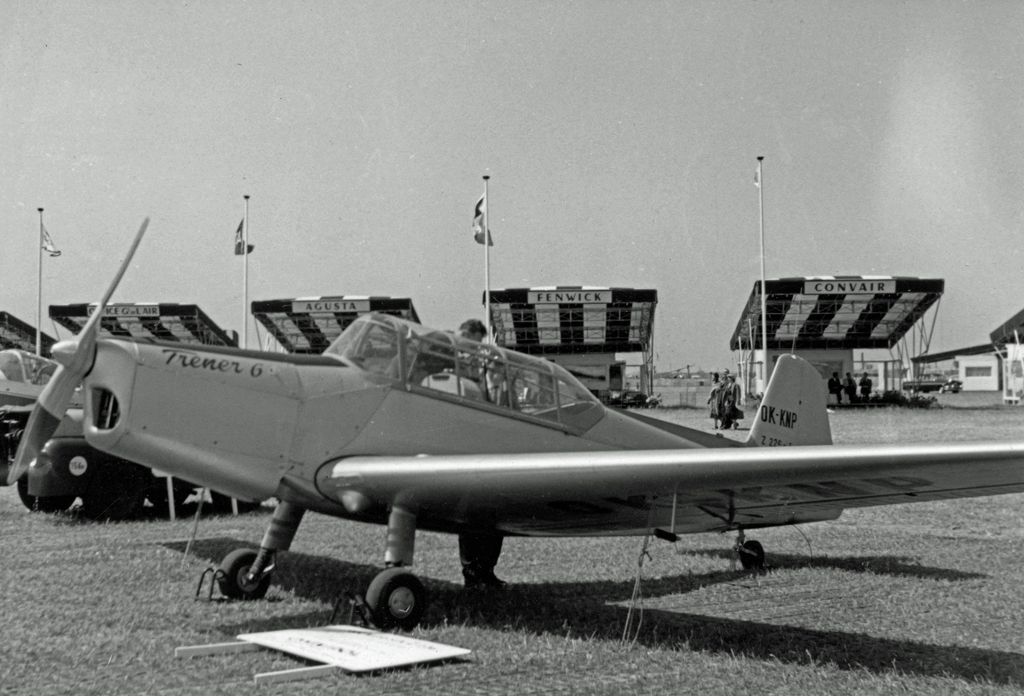
Z-226T auf dem Pariser Aérosalon von 1957

- Ägypten: 50
- Argentinien: 1
- Deutsche Demokratische Republik: 46
- Deutschland: 3
- Finnland: 1
- Irak: 1
- Österreich: 2
- Rumänien: 2
- Schweiz: 1
- Sowjetunion: 72
- Tschechoslowakei: 166
- Ungarn: 11
- Vietnam: 8

## Technische Daten

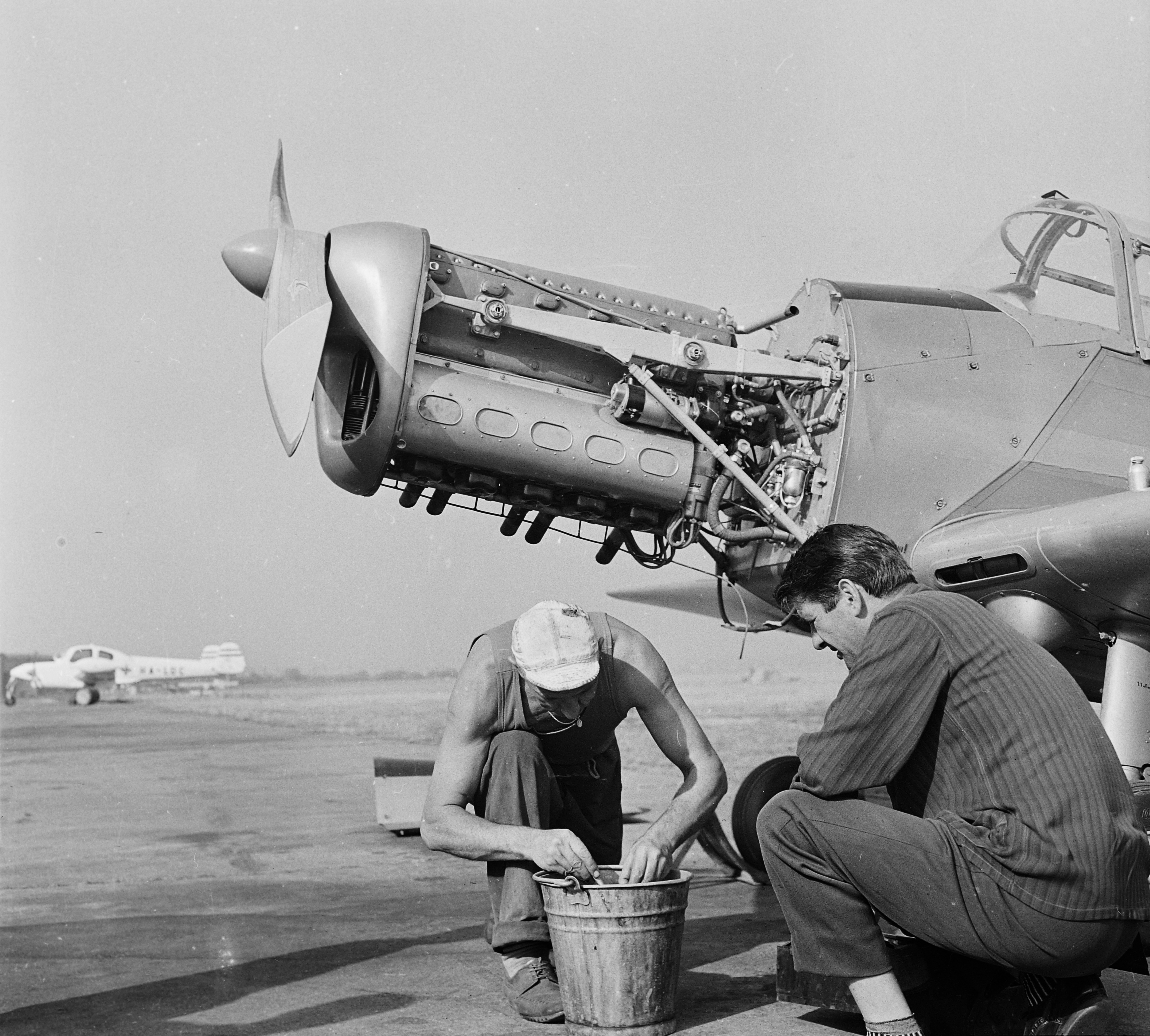
Bugansicht einer Z-226 mit Walter-Minor-Triebwerk (1966)

| Kenngröße               | Z-226T Trenér 6                                                                                 | Z-226B Bohatýr                                                                                  |
| ----------------------- | ----------------------------------------------------------------------------------------------- | ----------------------------------------------------------------------------------------------- |
| Hersteller              | Zlínská Letecká Akciová Společnost (Moravan)                                                    | Zlínská Letecká Akciová Společnost (Moravan)                                                    |
| Baujahre                | 1956–1961 (gesamt)                                                                              | 1956–1961 (gesamt)                                                                              |
| Besatzung               | 2 (Fluglehrer / Flugschüler)                                                                    | 1 (+ 1 Notsitz)                                                                                 |
| Länge                   | 7,5 m                                                                                           | 7,5 m                                                                                           |
| Spannweite              | 10,3 m                                                                                          | 10,3 m                                                                                          |
| Höhe                    | 2,1 m                                                                                           | 2,1 m                                                                                           |
| Flügelfläche            | 14,9 m²                                                                                         | 14,9 m²                                                                                         |
| Flügelstreckung         | 7,1                                                                                             | 7,1                                                                                             |
| Rüstmasse               | 570 kg                                                                                          | 525 kg                                                                                          |
| Zuladung                | 248 kg                                                                                          | 281 kg                                                                                          |
| Startmasse              | 818 kg                                                                                          | 806 kg                                                                                          |
| Antrieb                 | ein 6-Zylinder-Reihenmotor Walter Minor 6-III mit starrer Zweiblatt-Holzluftschraube (Ø 2,05 m) | ein 6-Zylinder-Reihenmotor Walter Minor 6-III mit starrer Zweiblatt-Holzluftschraube (Ø 2,05 m) |
| Leistung                | 118 kW (160 PS) bei 2500/min                                                                    | 118 kW (160 PS) bei 2500/min                                                                    |
| Höchstgeschwindigkeit   | 220 km/h                                                                                        | 200 km/h                                                                                        |
| Reisegeschwindigkeit    | 195 km/h                                                                                        | 180 km/h                                                                                        |
| Mindestgeschwindigkeit  | 88 km/h                                                                                         | 75 km/h                                                                                         |
| Landegeschwindigkeit    | 73 km/h                                                                                         | 73 km/h                                                                                         |
| Steigleistung           | 5,5 m/s                                                                                         | 7,0 m/s                                                                                         |
| Dienstgipfelhöhe        | 6000 m                                                                                          | 7000 m                                                                                          |
| Reichweite              | 480 km                                                                                          | 720 km                                                                                          |
| Start-/Landerollstrecke | 120 m / 145 m                                                                                   | 85 m / 90 m                                                                                     |